# Baccha lepidus
Baccha lepidus là một loài ruồi trong họ Ruồi giả ong (Syrphidae). Loài này được Macquart mô tả khoa học đầu tiên năm 1842. Baccha lepidus phân bố ở vùng Tân Nhiệt đới